# Estación de Moret - Veneux-les-Sablons
La estación de Moret - Veneux-les-Sablons es una estación ferroviaria francesa de la línea París - Marsella, situada en la comuna de Veneux-les-Sablons, en el departamento de Seine-et-Marne, al sudeste de la capital. Por ella transitan tanto trenes de media distancia como regionales. Es recorrida también por los trenes de cercanías de la línea R del Transilien.

## Historia
La estación fue realizada en 1858 por parte de la Compañía de Ferrocarriles París-Lyon-Mediterráneo. Es obra de François-Alexandre Cendrier, arquitecto que diseñó también otras estaciones de la misma compañía.
En 1938, la compañía fue absorbida por la recién creada SNCF.
En 1950 fue electrificada. 
Aunque tuvo una gran actividad como estación de clasificación, dicha actividad desapareció a mediados del siglo XX.
Desde 1997, explotación y titularidad se reparten entre la propia SNCF y la RFF.

## Situación ferroviaria
Forma parte de la línea férrea radial París-Marsella (PK 66,780) y es el origen de la línea férrea Moret - Veneux-les-Sablons hasta Lyon. 
En dirección sur, se encuentra el viaducto de Moret de 392 metros. 

## Descripción

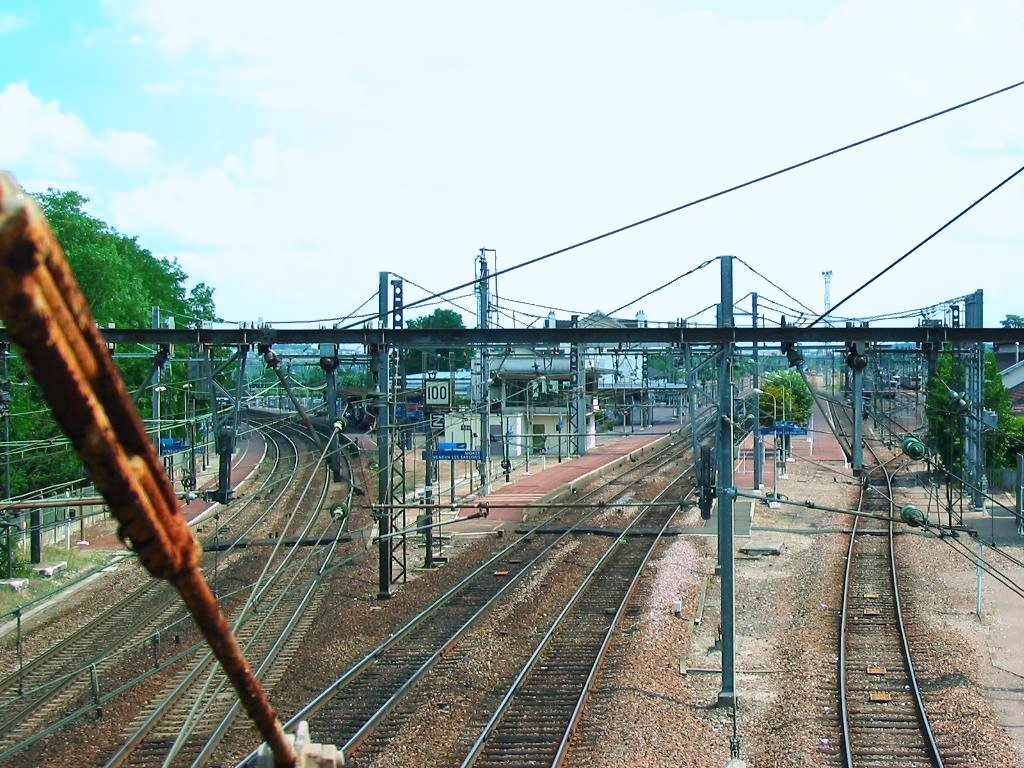
Vista de conjunto de las vías.

La situación ferroviaria de la estación en un punto en el que dos líneas férreas se bifurcan suponen que su organización de vías y andenes sea un tanto particular. De hecho el edificio para viajeros aparece encajado entre los dos trazados. De izquierda a derecha y en dirección hacia el sur la estación ofrece la siguiente organización a-v-v-a-a-v-v-a-v-v. Las dos primeras vías denominadas 1L y 2L van en dirección a Lyon y muestran un perfil claramente curvado para iniciar el giro hacia Montargis. A continuación aparecen las vías 1N y 2N, totalmente rectas que se dirigen a Marsella y que están encuadradas por un andén lateral y otro central. Otras dos vías anexas, llamadas A y B, una con acceso al andén central y la otra sin acceso a andén concluyen la organización principal. Además la estación dispone de un gran número de vías de servicio aunque apenas son usadas en la actualidad. Varios pasos subterráneos permiten cambiar de andén. 
Dispone de atención comercial todos los días y de máquinas expendedoras de billetes.

## Servicios ferroviarios

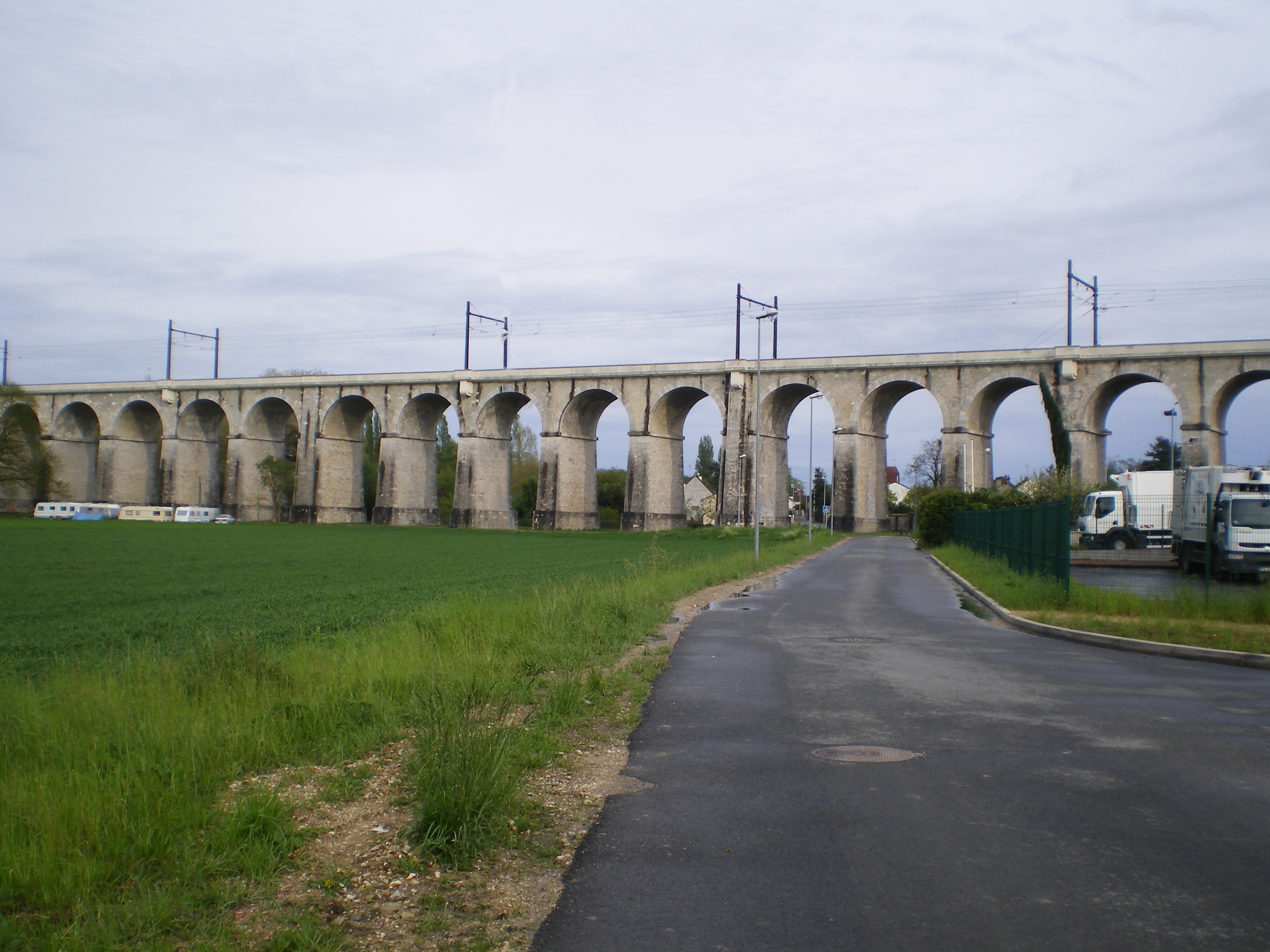
El viaducto de Moret, de 392 metros, situado tras la estación en dirección al sur.

### Media Distancia
- Línea París - Nevers.

### Regionales
Los TER Borgoña enlazan las siguientes ciudades:
- Línea París - Laroche-Migennes.
- Línea París - Auxerre.

### Cercanías
Los trenes de Línea R del Transilien circulan por la estación. 